# Галущенко Герман Валерійович
Герман Валерійович Галущенко (нар. 1 травня 1973, Львів, Українська РСР, СРСР) — український юрист, міністр юстиції України з 17 липня 2025. Міністр енергетики України з 29 квітня 2021 до 17 липня 2025. Член Ради національної безпеки і оборони України (з 13 травня 2021).

## Життєпис
Герман Галущенко народився 1973 року у Львові. У 1995 році закінчив Львівський державний університет імені І. Франка за спеціальністю «Правознавство», отримав диплом юриста з відзнакою.
Закінчив Українську академію зовнішньої торгівлі за спеціальністю «Менеджмент зовнішньоекономічної діяльності», отримав диплом магістра міжнародного менеджменту.

## Кар'єра

### Діяльність в державних органах
Працював у прокуратурі м. Львова, у договірно-правовому департаменті МЗС України. Потім працював у міністерстві закордонних справ України, був представником України у комітеті Ради Європи по боротьбі з корупцією. У різні роки він обіймав посади заступника керівника департаменту Секретаріату (Адміністрації) Президента України, з 2011 року — директора департаменту судової роботи Міністерства юстиції України.

### НАЕК «Енергоатом»
У 2013—2014 роках — виконавчий директор з правового забезпечення НАЕК «Енергоатом». З травня 2020 року по 29 квітня 2021 року — віце-президент НАЕК «Енергоатом».

### Міжнародна діяльність
У 2014 році після звільнення з Енергоатома за власним бажанням Герман Галущенко активно долучився до процесу захисту інтересів держави Україна та вітчизняних компаній у міжнародних судових інстанціях. Зокрема, він працював над питаннями притягнення РФ до відповідальності за експропріацію власності великих українських державних та приватних компаній у АР Крим. Також працював у команді провідних міжнародних юристів на чолі з американською компанією Covington & Burling LLP – у справах, що розглядав Міжнародний суд ООН за порушення двох конвенцій: про фінансування тероризму (Донбас) та расову дискримінацію (Крим).
Представляв Україну у численних переговорах та конференціях. Є членом Американської асоціації міжнародного права. Арбітр від України Міжнародного центру вирішення інвестиційних справ у Вашингтоні. Також залучений як арбітр ІСС.
Брав участь у багатьох міжнародних процесах, зокрема у сфері енергетики щодо видобутку нафти та газу, угод про розподіл продукції, експропріацію енергетичних активів тощо.

### Міністерська посада
29 квітня 2021 року Верховна Рада України проголосувала за призначення Германа Галущенка міністром енергетики України. За таке рішення віддали голоси 305 народних депутатів — фракція «Слуга народу», ОПЗЖ, «Батьківщина» та групи «За майбутнє» і «Довіра».
Президент Володимир Зеленський відповідним указом 13 травня увів Германа Галущенка до складу Ради національної безпеки і оборони України.

### Викладацька діяльність
З 2012 року викладає міжнародне приватне право в Інституті міжнародних відносин Київського національного університету ім. Тараса Шевченка. Доцент кафедри міжнародного приватного права Інституту міжнародних відносин Київського національного університету ім. Тараса Шевченка.

### Політична діяльність
До кінця серпня 2020 року входив до керівних органів партії «Патріот», яка визначає себе як правоцентристську політичну силу. На президентських виборах 2019 партія висунула своїм кандидатом економіста Андрія Новака, який набрав 0,02 % голосів.

### Наукова діяльність
Автор наукових статей та монографій з питань інвестиційного, енергетичного та міжнародного приватного права.  

### Нагороди та звання
- почесне звання «Заслужений юрист України»;
- дипломатичний ранг Надзвичайного і Повноважного Посланника;
- Орден Данила Галицького;[5]

## Скандали та звинувачення
Ряд народних депутатів звинувачував Германа у звʼязках із Андрієм Деркачем, однак сам Герман ці звʼязки заперечує.
Протягом перебування на посаді міністра, Галущенка звинувачують у непрозорих кадрових призначеннях, корупції та збільшення впливу на енергетику.
У липні 2024 року Герман Валерійович заперечував інформацію про позаштатну подію на Південноукраїнській АЕС, у результаті якої були пошкоджені трансформатори струму.

## Особисте життя
Розлучений.
Має трьох дітей: дві доньки Вероніка та Стефанія і син Максим.

#### Декларація
- Галущенко Г.В. [Архівовано 13 травня 2021 у Wayback Machine.]// Е-декларація, 7.8.2020